# 山手隧道 (東京都)

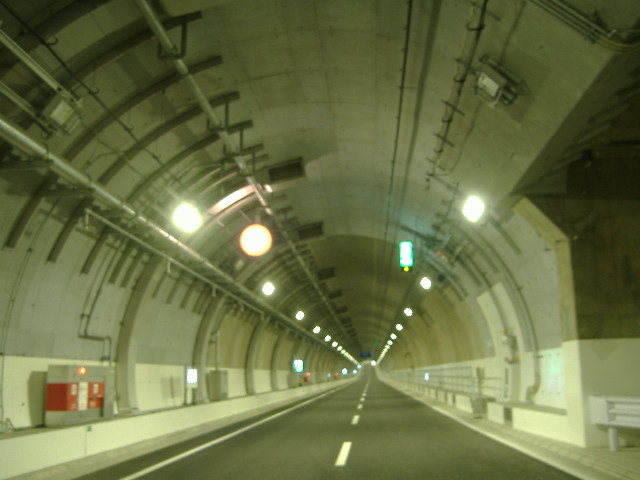
山手隧道內部，攝於西池袋入口附近的內環車道（逆時針方向）

首都高速公路C2號標識

山手隧道（日语：山手トンネル）是日本東京都首都高速道路中央環狀新宿線（C2）的一部份，自豐島區的高松出入口至品川區的大井交流道為止，全長18.2公里。幾乎全線均位於山手通以及目黑川地底下，深約30公尺，其中70%的部分使用潛盾施工法建造。隧道分為兩條，分別為北向車道及南向車道。  
山手隧道的延伸隧道（中央環狀品川線的主要部分）則從2007年12月12日起開始施工，於2015年3月7日全線通車，並超越關越自動車道上的關越隧道，建成时為日本最長的公路隧道，同时也是亞洲最長公路隧道，2023年前是世界最长的双洞公路隧道。 
根據首都高速道路株式會社的統計，山手隧道的通車使尖峰時段（上午11時）的塞車距離由26公里縮短為為21公里，下降約兩成。從東名高速公路用賀出口至東北道川口出口間的行駛時間平均縮短了16分鐘，至常磐道所需時間則縮短了十分鐘。此外也明顯疏緩了首都高都心環狀線的擁擠，在中央環線上中野長者橋出入口到西池袋出入口間的交通流量每天增加了約三萬車次，而都心環線上谷町交流道至霞關出入口間的車次減少了約兩萬輛。

## 歷史
- 1992年 : 開工。
- 2007年 12月22日 : 西新宿JCT - 熊野町JCT間 開通。
- 2010年3月28日 : 大橋JCT - 西新宿JCT間 開通。
- 2015年3月7日 : 大井JCT - 大橋JCT間 開通，該日同時也有一條地上聯絡路段通車，將山手隧道與位於板橋區、豐島區交界處的熊野町交流道連接起來。

## 設施
本隧道有許多營運及安全設施，每隔100公尺就設有緊急電話及攝影機。消防設施則包括紅外線感測器、滅火器、泡沫噴霧器及警鈴按鈕等，通往緊急逃生隧道的出口彼此相距不超過350公尺，並設有通往地面街道的階梯。與隧道平行的管線輸入新鮮空氣，並將廢氣排出，集塵系統則能排除空氣中80%的微粒。

## 出入口及交流道
- 西池袋出入口
- 中野長者橋出入口
- 西新宿系統交流道
- 初台南出入口
- 富谷出入口
- 大橋系統交流道
- 五反田出入口
- 大井系統交流道

## 穿越的其他隧道
山手隧道分別從東京地下鐵有樂町線、大江戶線的上方，及地鐵東西線、丸之內線、東急田園都市線、京王電鐵的京王線和京王新線等多條鐵路隧道的下方穿越。此外，大江戶線中井站至西新宿五丁目站段與山手隧道平行。中井站和中野坂上站內的一些電扶梯則從山手隧道的兩個隧道中間穿過。

## 延伸閱讀
- 西澤丞著『首都高山手トンネル』求龍堂（2007年） ISBN 9784763007254
- 台北捷運報導 第 262 期 日本鄰近隧道案例（文圖/張修碩 英譯/沈淑華）